# Technik-Museum Speyer

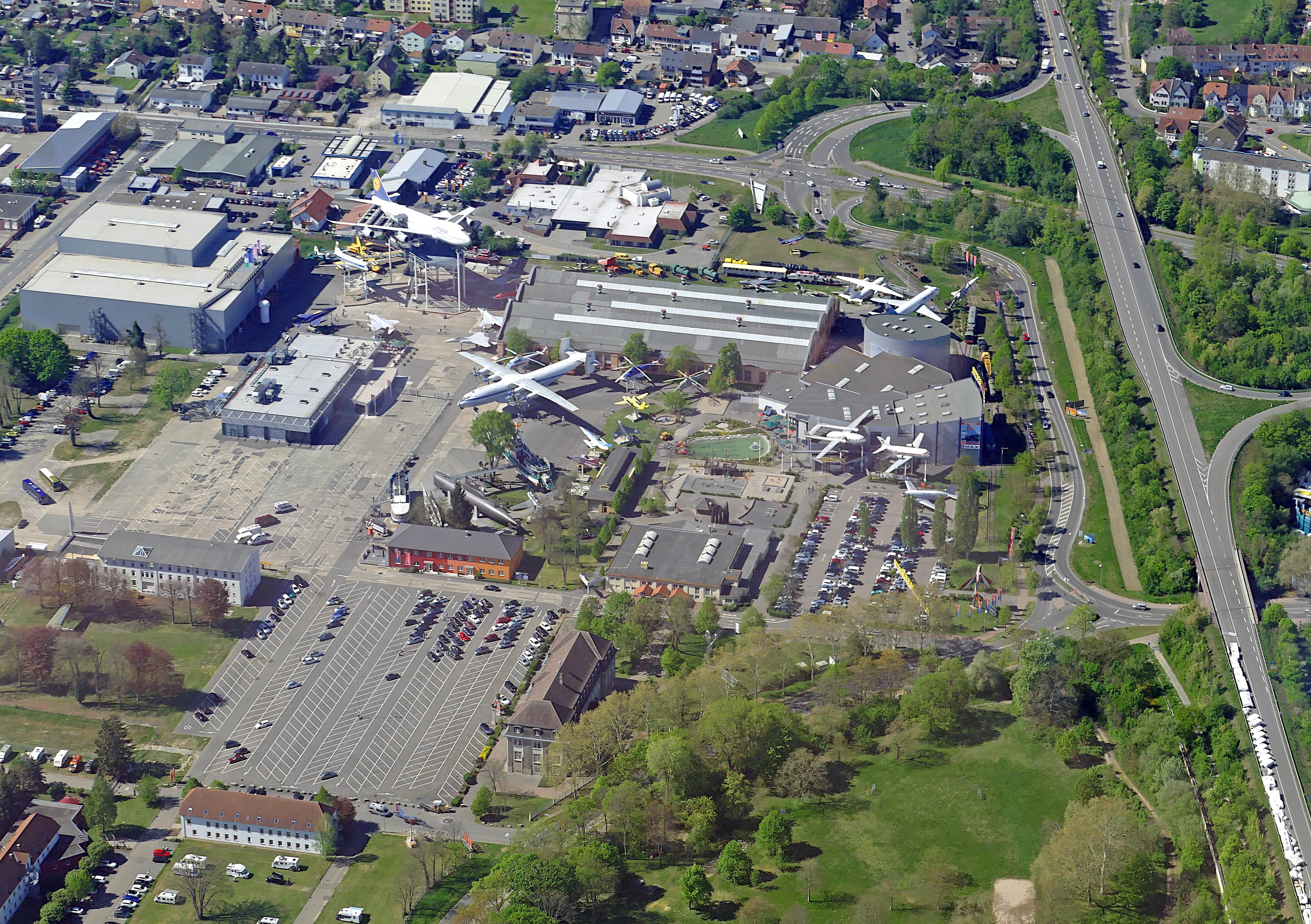
Flygfoto över museet.

Technik-Museum Speyer är ett tyskt fordons- och  teknikmuseum beläget i Speyer, Rheinland-Pfalz.
I Technik-Museum Speyers samlingarna ingår bland annat veteranfordon, flygplan, civila och militära fartyg, rymdfarkoster och utrustning för rymdfärder.

## Utställningsföremål (urval)

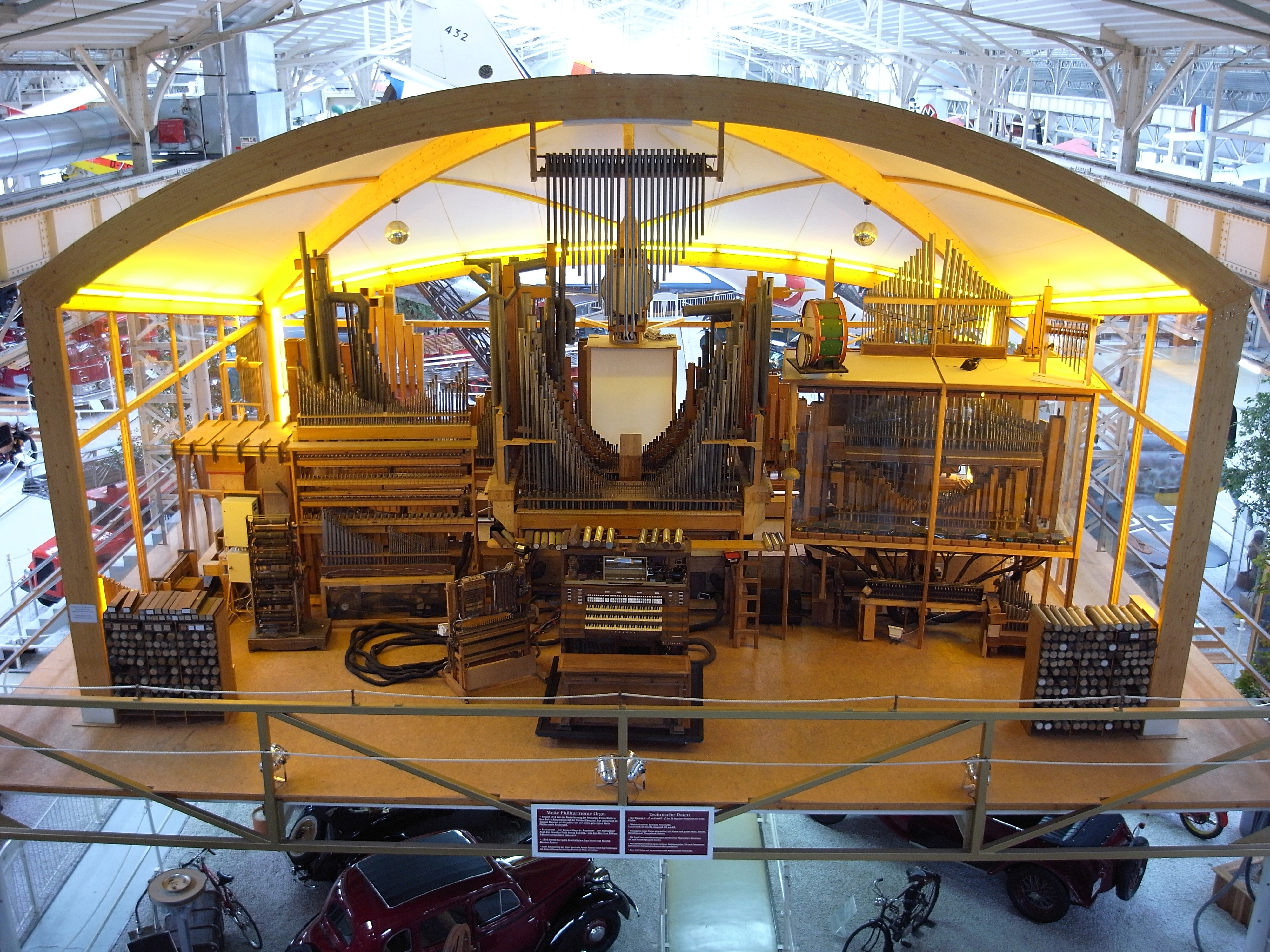
Orkestrion av fabrikat Welte-Mignon.
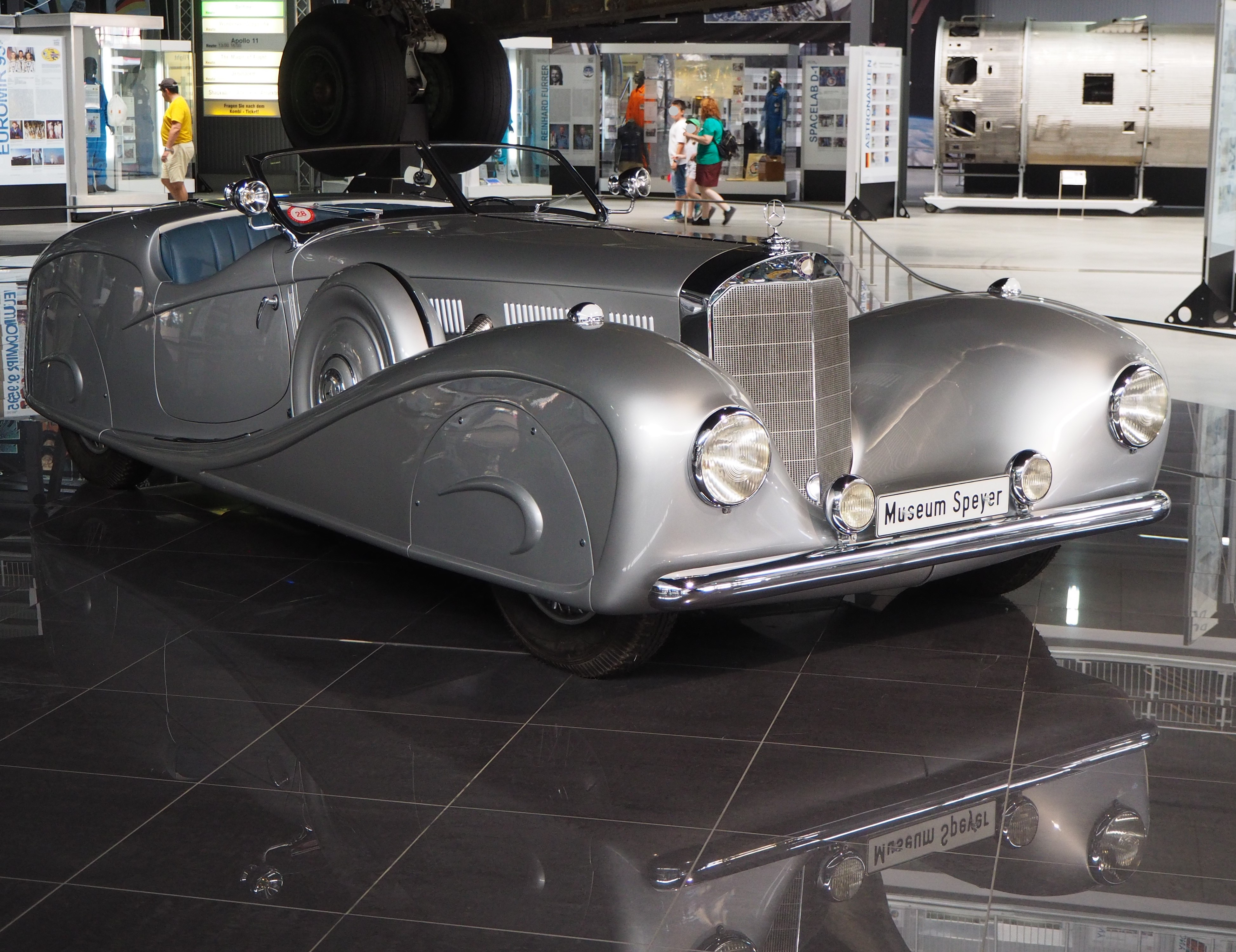
Kung Ghazi av Iraks Mercedes-Benz 500K 1935.
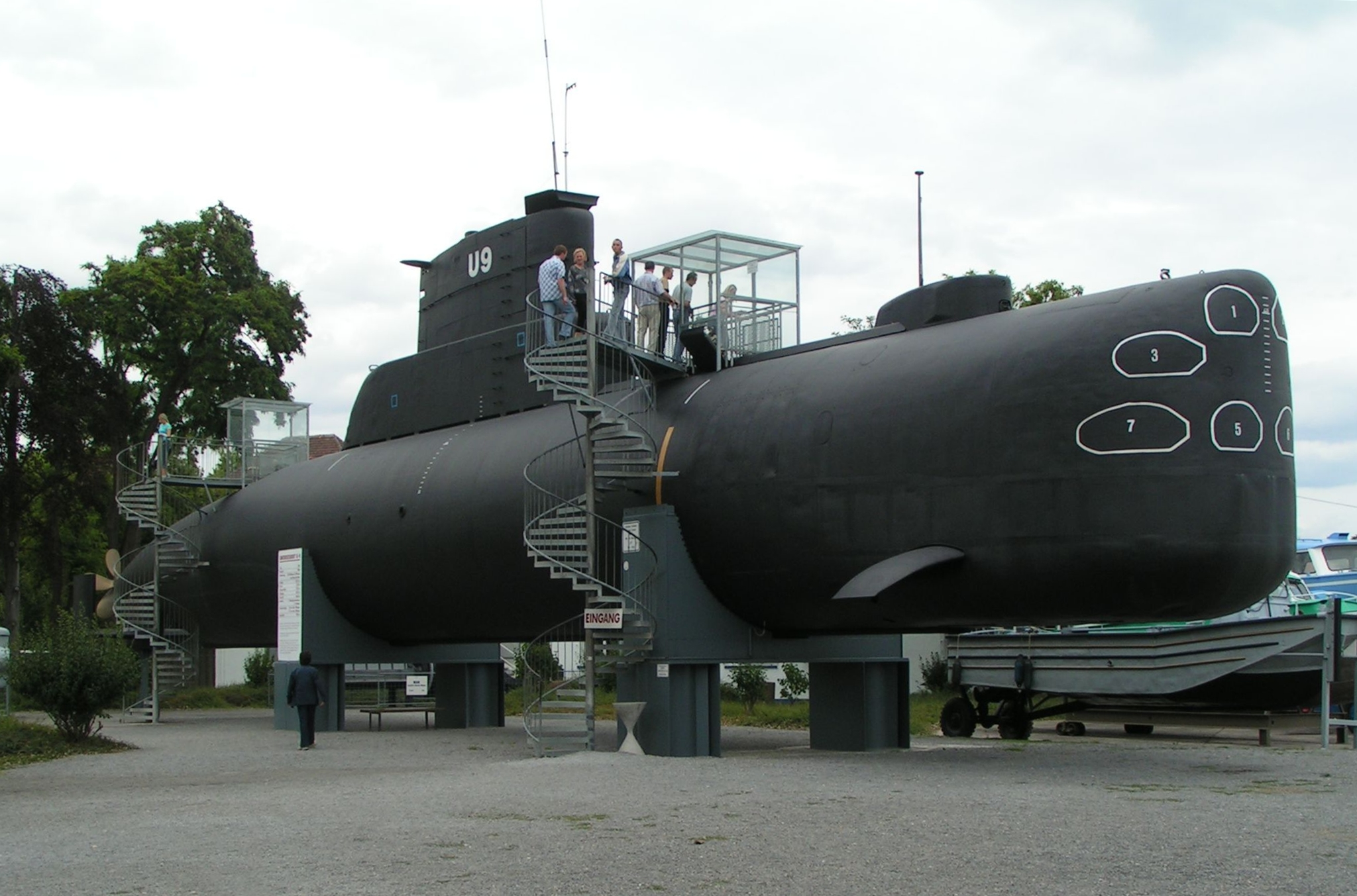
Tysk ubåt klass 205.
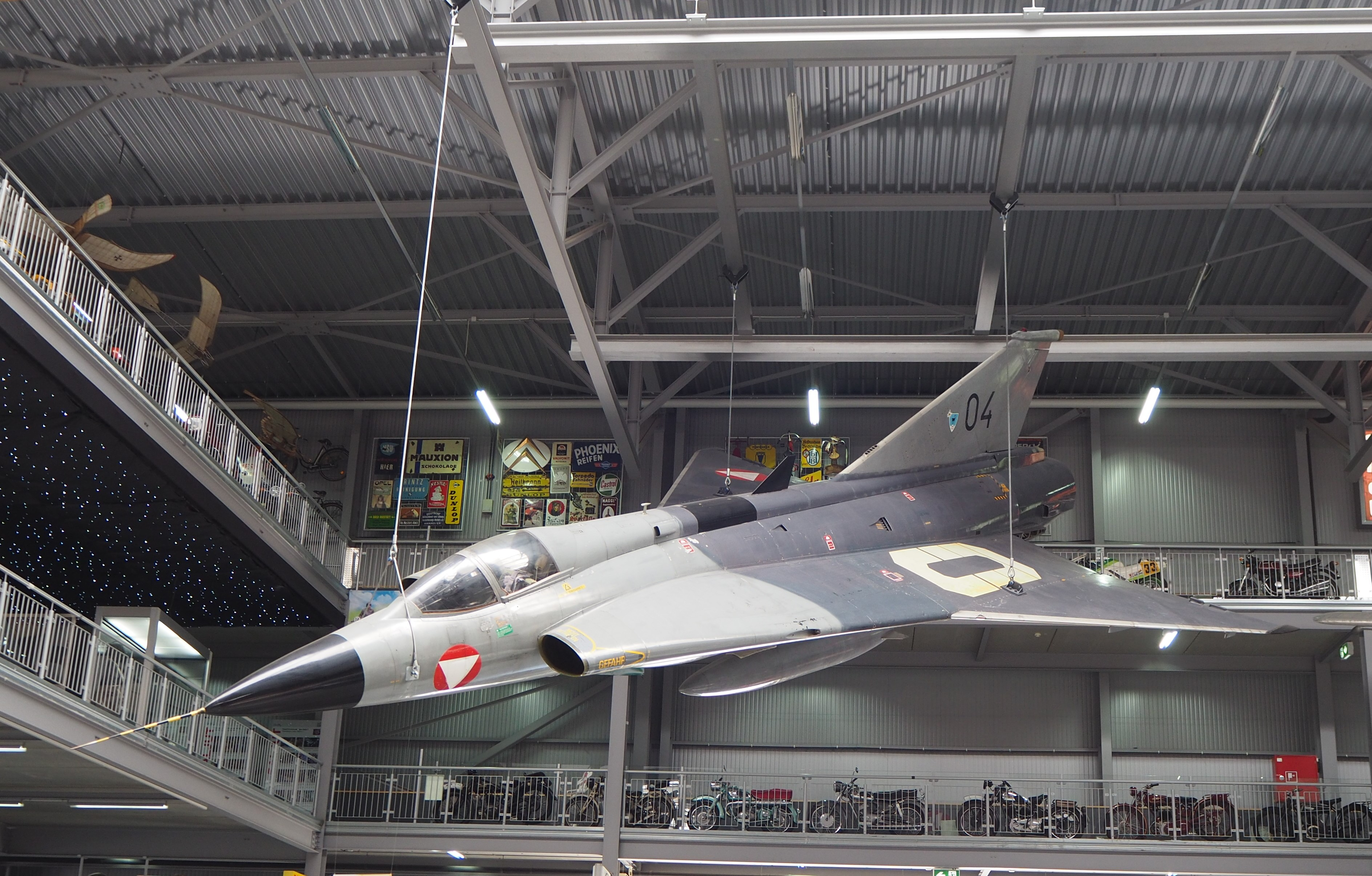
Saab J35OE från Österrikes flygvapen.
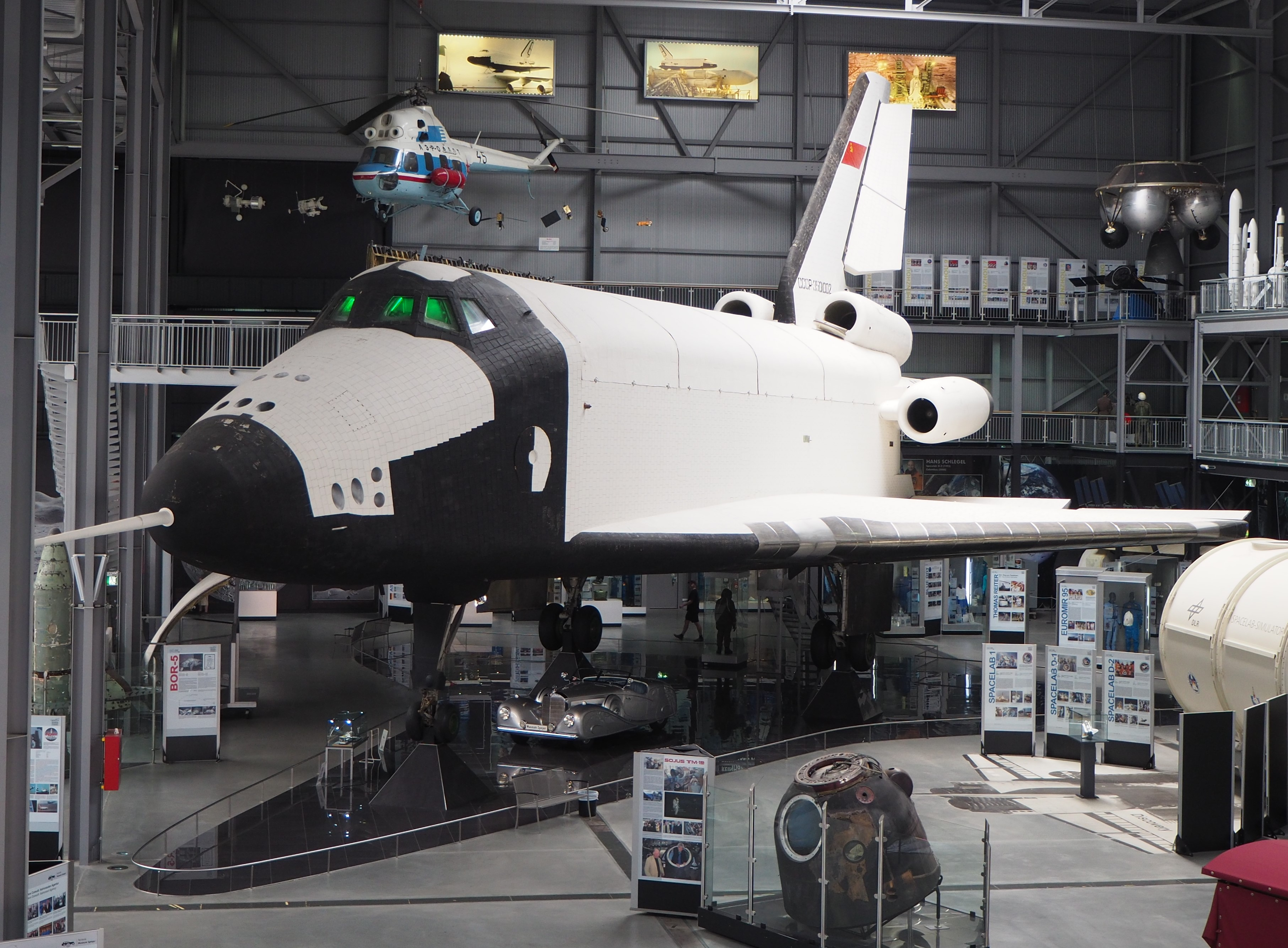
Sovjetiska rymdfärjan Buran.